# Marie Fouré
Marie Fouré ou Catherine de Poix de son nom d'épouse ou encore Marie de l'Arc, fut une héroïne de la ville de Péronne, qui défendit la cité, en 1536, lors du siège de la ville par les troupes de Charles Quint. Elle serait, en fait, Françoise de Suzanne devenue de Fouilleuse de Flavacourt par son mariage en 1540.

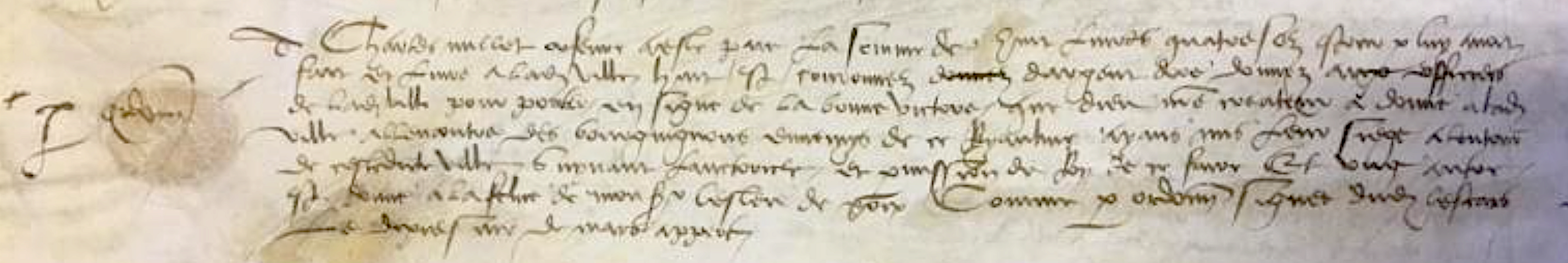
Archives de la ville de Péronne Document comptable de mars 1537 côte CC6 Folio 164 verso d'attribution des médailles avec un " P couronné " mentionnant la flamme/femme de monseigneur l'esleu de Poix.

## Biographie

### Une identité incertaine
Cette dame apparaît début 1536 (édition datée) et sans doute dans une première édition en 1535 dans une chanson « Pour quoy alle vous seullette » avec messages cachés où elle est nommée « Marion » par dérision et soi-disant nonne. On la nomme par erreur dans les sources la « femme de l'eslu de Poix » sans doute par moquerie avec confusion (royaulme pour royaume/flamme pour femme sont certainement écrits dans le texte officiel et elle serait à la suite de ces erreurs de paléographie l'épouse de Jean-François de La Rocque de Roberval, hérétique, qu'elle a bien connu). Il est actif au siège de Péronne en 1536. Il est surnommé l'élu de Poix en raison de ses possessions à Poix-Terron (Ardennes) - ce titre figure sur son portrait par Jean Clouet conservé au château de Chantilly) -. On ne lui connaît pas de descendance.
L'orthographe la plus ancienne de Fouré est " Fourrée ". Cela donne une signification de cette époque probable jusqu'alors non évoquée à ce nom, " camouflée ". L' héroïne est effectivement camouflée, déguisée en nonne dans la chanson.
Françoise de Suzanne devenue de Fouilleuse de Flavacourt a eu seize enfants. Parmi ses descendants certains se sont illustrés au service des rois de France.
Le récit de ses exploits rappelle l'histoire de Jeanne Hachette, lors du siège de Beauvais, en 1472 et semble être inspiré directement de celui des héroïnes de Saint-Riquier en 1524 et accessoirement 1536.
Étant attaquée dans la chanson pour des relations scandaleuses (Fin' Amor) avec L'eslu de Poix, beaucoup plus âgé et hérétique... elle redore son blason au propre et au figuré l'année suivante.

### Le siège de Péronne
La tradition rapporte que pendant le siège de 1536, lors d'un assaut, Marie Fouré se trouvant non loin des remparts vit un soldat ennemi tentant de poser pied dans l'enceinte de la ville. Il portait l'étendard ennemi et devait le planter pour marquer la prise de Péronne.
Or Marie Fouré se rendit sur le rempart et précipita le soldat dans le vide, saisissant néanmoins son étendard. Elle alla ensuite au cœur de la cité munie de l'étendard ennemi. Elle y fut acclamée, car elle avait donné la victoire à la ville.
Selon un récit populaire Marie Fouré, alors que la ville ne possédait plus qu'une petite quantité de farine, fabriqua des pâtisseries, les fit cuire et tels les Romains assiégés dans la Capitole, les jeta par-dessus les remparts de Péronne pour faire croire aux ennemis que la ville possédait d'abondantes ressources en farine.

## Hommages

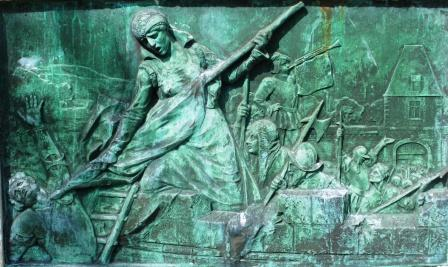
Paul Theunissen, Le Siège de Péronne (1536), bas-relief du monument aux morts de Péronne.

- Le Péronnais Hubert du Saussay composa un poème en latin relatant le siège de Péronne.
- Le 27 mai 1783, fut représenté à l'Académie royale de musique un opéra Péronne sauvée du compositeur Nicolas Dezède, livret d'Edme-Louis Billardon de Sauvigny.
- En 1897, la Ville de Péronne rendit hommage à Marie Fouré en inaugurant sa statue en bronze sur la place du marché aux herbes, sculpture de l'artiste picard Athanase Fossé. La statue fut fondue par les Allemands en 1916. Une copie en bronze oeuvre de Maurice Guiraud-Rivière fut réinstallée en 1928 et à nouveau fondue en 1942, dans le cadre de la mobilisation des métaux non ferreux.

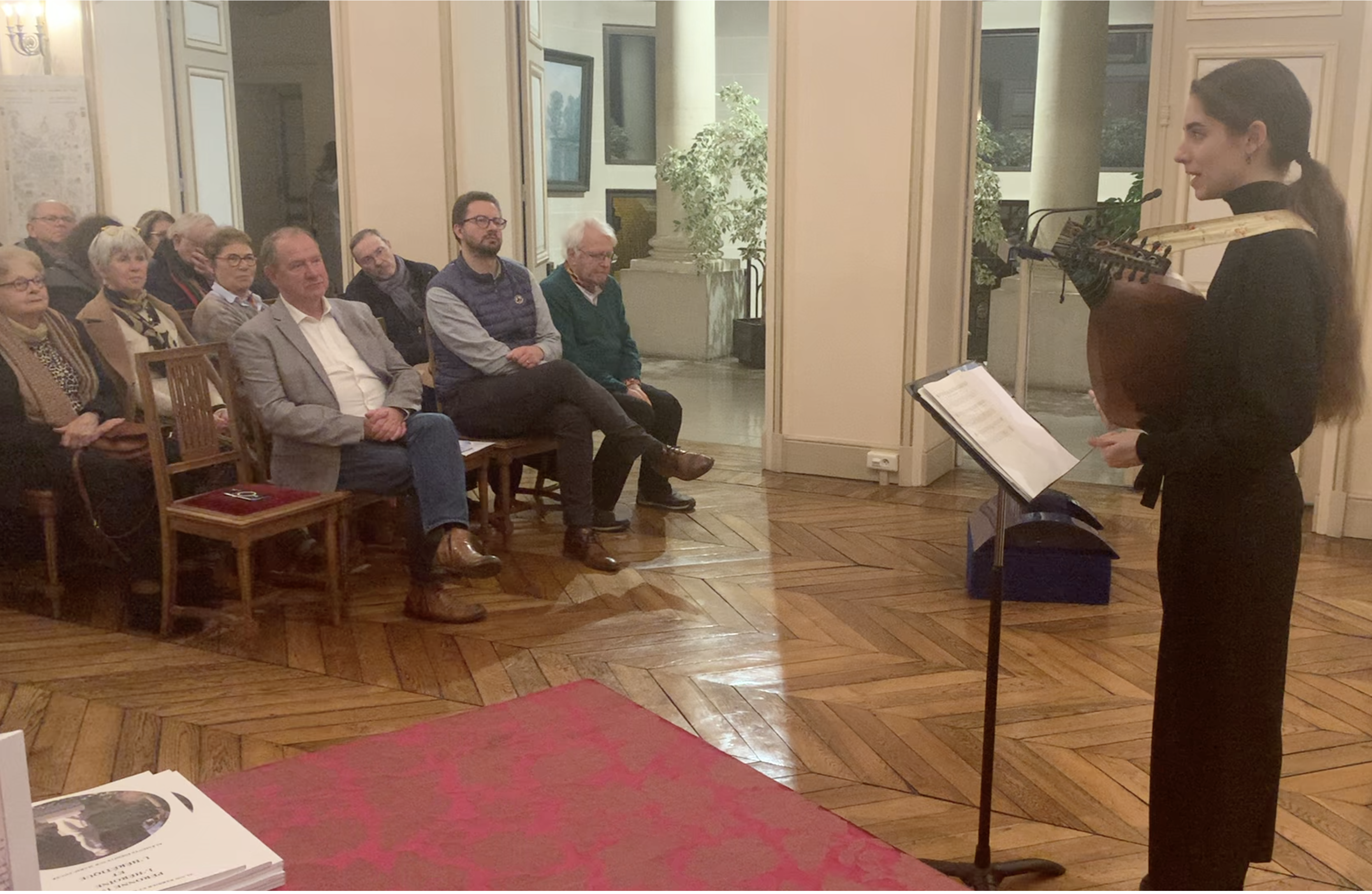
Hommage à Marie Fouré dans la mairie de Péronne.

- Hommage à Marie Fouré dans la mairie de Péronne.Le 20 juin 1926 fut inauguré le monument aux morts de Péronne. Sur le socle, l'un des deux bas-reliefs en bronze, œuvre de Paul Theunissen représente Marie Fouré enlevant l'étendard d'un assaillant lors du Siège de Péronne de 1536.
- En 1996, une nouvelle statue de Marie Fouré le drapeau arraché aux Espagnols contre son épaule, œuvre du sculpteur Michel Bonnand, a été placée devant l'église Saint-Jean-Baptiste de Péronne.
- Le 17 décembre 2023 Gautier Maes maire de Péronne inaugure la présentation du livre " Péronne 1536... l'héroïne et l'hérétique " avec ses auteurs et l'interprétation de la chanteuse luthiste Emma-Lisa Roux. La véritable identité de Marie Fouré est enfin révélée.